# Aeroporto di Cameri
L'aeroporto di Cameri è un aeroporto militare italiano che è stato sede di vari reparti aerei, ultimo dei quali il 53º Stormo, sciolto il 28 luglio 1999. L'aeroporto è gestito dall'Aeronautica Militare ed in base al Decreto ministeriale del 25 gennaio 2008 pubblicato sulla Gazzetta Ufficiale del 7 marzo 2008 l'aeroporto è classificato come MOB (Main Operating Base) del primo gruppo. Come tale, non essendo aperto al traffico commerciale, effettua esclusivamente attività militari. Attualmente è sede del Comando Aeroporto ed ospita il 1º Reparto Manutenzione Velivoli.

## Storia
I lavori di costruzione del Campo di Volo a Cameri (in camerese al camp d'aviazioch) incominciarono nel 1909, su un'area di circa 400.000 metri quadrati, grazie all'iniziativa dell'ingegnere francese Clovis Thouvenot, già concessionario dell'industria aeronautica Voisin, che intendeva istituire una scuola di volo. L'apertura del campo subì un certo ritardo dovuto al ciclone che nella notte tra il 30 e il 31 marzo 1910 distrusse gli hangar appena terminati, lasciando in piedi solo quello che ospitava gli apparecchi dei tre istruttori e pioniere dell'aria Alessandro Cagno, Pasquale Bianchi e Marcello Serrazanetti. Il volo inaugurale venne effettuato da Cagno nel maggio del 1910 e, il 28 luglio dello stesso anno, il luganese Bianchi conseguì il primo brevetto di pilota civile rilasciato in Italia. Fu la seconda scuola di pilotaggio italiana, dopo quella fondata il 15 aprile 1909 a Centocelle.
Durante la prima guerra mondiale, la scuola di volo di Cameri rilasciò oltre mille brevetti per pilota militare e moltissime furono le personalità che la frequentarono, come Ciro Cirri, Achille Landini, Giuseppe Lampugnani, Arturo Ferrarin e Gabriele D'Annunzio. Nel dicembre 1917 vi era una locale Sezione Difesa con 2 Sergenti piloti.
Successivamente a Thouvenot, si insediò nell'area Giuseppe Gabardini, che promosse e sviluppò le attività aeronautiche, soprattutto con la creazione di una scuola di volo grazie alla fondazione della Aeroplani Gabardini-Officine e scuola di volo-Aerodromo Cameri. Nel 1930 la scuola cessò la sua opera su disposizione di Italo Balbo, che mal tollerava una scuola di volo civile, ma il campo rimase funzionante come officina aeronautica. Durante la seconda guerra mondiale, dopo l'8 settembre 1943, l'aeroporto fu occupato dai tedeschi, che cercarono di potenziarne la struttura iniziando la costruzione di due nuove piste in cemento.
Nell'abbandonare Cameri l'11 aprile 1945, la Luftwaffe fece saltare le piste e gli edifici ad eccezione dell'edificio di comando. Nel dopoguerra cominciò la ricostruzione, che portò la base aerea ad ospitare diversi reparti, tra i quali la pattuglia acrobatica dei Lanceri Neri (in prossimità dell'ingresso dell'aeroporto campeggia un aereo North American F-86 Sabre che fu in carico ai Lanceri), dal 16 aprile 1964 il 21º Gruppo Autonomo Caccia Terrestre e dal 1967 al 1999 il 53º Stormo Caccia. 
Oggi l'aeroporto di Cameri è sede del 1° RMV (Reparto manutenzione velivoli), che si occupa della manutenzione dei Panavia Tornado e degli Eurofighter Typhoon. L'aeroporto è inoltre utilizzato come base d'appoggio per il collaudo degli elicotteri Agusta e per la produzione dei Lockheed Martin F-35 Lightning II da parte di varie aziende tra cui Alenia Aermacchi e Leonardo destinati a Italia, Svizzera e Olanda. A Cameri vengono inoltre prodotti i cassoni per gli Stati Uniti.

## Comandanti
Scuola Gabardini
- giugno 1915 - 1916: capitano Salvatore Russi
- 1916 - giugno 1916: capitano Ivo Varanini
- luglio 1916 - agosto 1916: capitano Giuseppe Neri
- 4 agosto 1916 - 1917: capitano Aurelio Liotta
- maggio 1917 - 7 dicembre 1917: capitano Filippo Giorgi
- dicembre 1917 - marzo 1918: sconosciuto
- marzo 1918 - 1920: capitano Filippo Santa Rosa
- 1921 - 1922: capitano Giovanni Orlando
- 1922 - 1924: capitano Nino Santerni
- 1924 - 1926: maggiore Umberto Martellucci
- 1926 - 9 marzo 1927: capitano Umberto Urbinati
- 10 marzo 1927 - ottobre 1929: capitano Giovanni Arrigoni
- ottobre 1929 - 30 aprile 1930: capitano Orlando Ferroni

Sezione turismo aereo
- 1932 - 14 aprile 1934: tenente Teresio Merlo
- 15 aprile 1934 - 28 febbraio 1936: capitano Leonardo Alvari

Scuola pilotaggio
- 1º marzo 1936 - 31 marzo 1940: tenente colonnello Francesco Brach Papa

43º Stormo BT
- 1º aprile 1940 - 10 settembre 1940: colonnello Luigi Questa

7º Stormo BT e AS
- 10 ottobre 1940 - 19 marzo 1941: colonnello Loth Bernard
- 20 marzo 1941 - 2 settembre 1941: colonnello Emilio Draghelli
- 3 settembre 1941 - 26 ottobre 1941: colonnello Celso Ranieri
- 27 ottobre 1941 - 12 novembre 1941: tenente colonnello Carlo Marazzani
- 13 novembre 1941 - 31 marzo 1942: colonnello Domenico Ludovico
- 1º aprile 1942 - 14 agosto 1942: tenente colonnello Ivo Ravazzoni

Regg. "Duca d'Aosta"
- 15 agosto 1942 - 8 novembre 1942: colonnello Donatello Gabrielli

43º stormo BT
- 25 dicembre 1942 - 19 marzo 1943: tenente colonnello Corrado Corradino

1° NAVSM
- 20 marzo 1943 - 22 aprile 1943: tenente colonnello Adolfo Contoli

37º Stormo BT
- 23 aprile 1943 - maggio 1943: colonnello Antonino Altomare
- maggio 1943 - 18 agosto 1943: tenente colonnello Francesco De Grandi

50º Gruppo BT
- 21 agosto 1943 - 10 settembre 1943: tenente colonnello Alberto Ferrario

Occupazione tedesca
- 11 settembre 1943 - 11 aprile 1945

Campo custodito
- 29 luglio 1947 - settembre 1947: maresciallo Zani
- settembre 1947 - 19 agosto 1957: sergente Vittorio Roscini

2° AB ID
- 20 agosto 1957 - 16 settembre 1957: colonnello Vincenzo Lucertini
- 17 settembre 1957 - 6 maggio 1959: colonnello Corrado Ceccacci
- 7 maggio 1959 - 1º ottobre 1960: colonnello Giuseppe Costantini
- 2 ottobre 1960 - 3 ottobre 1961: colonnello Carlo Canella

Base aerea
- 3 ottobre 1961 - 12 ottobre 1962: colonnello Giulio Cesare Giuntella
- 13 ottobre 1962 - 22 ottobre 1963: colonnello Giuseppe Aurili
- 23 ottobre 1963 - 22 ottobre 1964: colonnello Guglielmo Specker
- 24 ottobre 1964 - 22 ottobre 1965: colonnello Bruno Seraglia
- 23 ottobre 1965 - 22 ottobre 1966: colonnello Giannetto Ciarlini

53º Stormo caccia
- 23 ottobre 1966 - 31 marzo 1967: colonnello Renato Baroni
- 1º aprile 1967 - 29 ottobre 1967: colonnello Renato Baroni
- 30 ottobre 1967 - 29 ottobre 1968: colonnello Carlo Puggioni
- 30 ottobre 1968 - 29 ottobre 1969: colonnello Antonio Zangrandi
- 30 ottobre 1969 - 29 ottobre 1970: colonnello Vasco Lucci
- 30 ottobre 1970 - 29 ottobre 1971: colonnello Catullo Nardi
- 30 ottobre 1971 - 29 ottobre 1972: colonnello Michele Sicoli
- 30 ottobre 1972 - 29 ottobre 1973: colonnello Lamberto Sarti
- 30 ottobre 1973 - 29 ottobre 1974: colonnello Antonio Mancino
- 30 ottobre 1974 - 29 ottobre 1975: colonnello Guido Cutry
- 30 ottobre 1975 - 29 ottobre 1976: colonnello Francesco Pugliese
- 30 ottobre 1976 - 29 ottobre 1977: colonnello Pasquale Graziano
- 30 ottobre 1977 - 19 ottobre 1978: colonnello Carlo Sabbatini
- 20 ottobre 1978 - 19 giugno 1980: colonnello Andrea Fornasiero
- 20 giugno 1980 - 22 giugno 1981: colonnello Giovanni Toscani
- 23 giugno 1981 - 8 settembre 1982: colonnello Alberto Frigo
- 9 settembre 1982 - 16 febbraio 1984: colonnello Franco Celegato
- 17 febbraio 1984 - 28 agosto 1985: colonnello Mario Carnevaletti
- 29 agosto 1985 - 30 luglio 1987: colonnello Luigi Maresio
- 31 luglio 1987 - 15 settembre 1988: colonnello Rosario Alderisi
- 16 settembre 1988 - 18 settembre 1990: colonnello Giampaolo Mussolin
- 19 settembre 1990 - 18 settembre 1991: colonnello Lucio Buscaglia
- 19 settembre 1991 - 13 settembre 1993: colonnello Tommaso Ferro
- 14 settembre 1993 - 13 settembre 1995: colonnello Luigi Corsi
- 14 settembre 1995 - 3 settembre 1997: colonnello Fabrizio Draghi
- 4 settembre 1997 - 28 luglio 1999: colonnello Roberto Lamanna

Com. aeroporto
- 29 luglio 1999 - 11 ottobre 1999: tenente colonnello Luigi Piccolo
- 12 ottobre 1999 - 23 ottobre 2001: colonnello Vincenzo Pastore
- 24 ottobre 2001 - 23 dicembre 2006: colonnello Dino Fabbri
- 24 dicembre 2006 - 12 gennaio 2010 : colonnello Gian Mario Morresi
- 12 gennaio 2010 - 12 settembre 2012: colonnello Alessandro Tudini
- 12 settembre 2012 - 12 settembre 2014 colonnello Walter De Gennaro
- 12 settembre 2014 - 2015: colonnello Michele Palmieri
- Direttori 1° R.M.V.
- 2015  - 23 luglio 2015: colonnello Flavio Guercio
- 23 luglio 2015 - 15 gennaio 2018: colonnello Pietro Paolo Traverso[4]
- 15 gennaio 2018: attuale colonnello Roberto Lo Conte[5]
- 2021 Attuale direttore Danilo Figà